# Xã Grant, Quận Story, Iowa
Xã Grant (tiếng Anh: Grant Township) là một xã thuộc quận Story, tiểu bang Iowa, Hoa Kỳ. Năm 2010, dân số của xã này là 1.310 người.